# Code Kunst
Jo Sung-woo(tiếng Hàn: 조성우, sinh ngày 18 tháng 12 năm 1989), được biết đến với nghệ danh Code Kunst(tiếng Hàn: 코드 쿤스트) là một nhà soạn nhạc và nhà sản xuất âm nhạc người Hàn Quốc. Anh gia nhập hãng thu âm HIGHGRND vào tháng 9 năm 2015, và phát hành album thứ ba Muggle's Mansion vào ngày 28 tháng 2 năm 2017. Vào tháng 6 năm 2018, anh chuyển sang hãng thu âm AOMG.

## Tiểu sử và Sự nghiệp

### Tiểu sử
Code Kunst sinh ngày 18 tháng 12 năm 1989, tại Incheon, Hàn Quốc. Nghệ danh của anh được biết với ý nghĩa rằng từ "Kunst" có nghĩa là "Nghệ thuật" trong tiếng Đức và Hà Lan, do đó nghệ danh Code Kunst có ý nghĩa là "âm nhạc do tôi sản xuất sẽ trở thành nghệ thuật." Anh bắt đầu sự nghiệp âm nhạc của mình khá muộn, sau khi anh tham gia nghĩa vụ quân sự. Khi được hỏi rằng liệu anh có lo lắng về sự nghiệp của mình trong khoảng thời gian đầu không, anh đã nói rằng "Ban đầu, tôi không lo lắng bởi vì ngay từ đầu tôi đã thực sự xem âm nhạc như một sở thích".
Anh cũng nói rằng việc xem những bức tranh của mẹ anh khi anh lớn lên đã ảnh hưởng và hỗ trợ anh rất nhiều trong việc hình dung âm nhạc. Ngoài ra, trong một cuộc trò chuyện với các thành viên của AOMG, anh đã nói rằng anh lấy cảm hứng âm nhạc từ những trải nghiệm bình thường và đơn giản của những người anh gặp hàng ngày. Do đó, anh đã nghĩ rằng việc ký hợp đồng với một label quá sớm có thể cản trở anh trải nghiệm những điều mà những người bình thường phải trải qua ở độ tuổi giữa 20 của họ. Vì những lý do như vậy, anh đã quyết định đặt tên cho album năm 2017 của mình là "Muggles 'Mansion." Anh đã nói rằng "muggles" có hai ý nghĩa đối với anh, một nghĩa là rất phổ biến và một nghĩa là không. Đối với album, anh muốn "kể những câu chuyện thông thường phản ánh bản thân".
Vào tháng 9 năm 2015, Code Kunst gia nhập công ty HIGHGRND trực thuộc YG Entertainment do ảnh hưởng của Tablo và phát hành album thứ ba Muggle's Mansion vào tháng 2 năm 2017. Anh đã làm việc cùng với Tablo, cho ra các bài hát như "Hood" có sự tham gia của Tablo và Joey Bada $$, điều đó khiến anh tin rằng HIGHGRND là một label tốt cho anh ấy. Anh đã rời HIGHGRND và gia nhập AOMG vào tháng 6 năm 2018. Anh cũng là thành viên của nhóm Legit Goons.

### Sự nghiệp
Vào năm 2018, anh đã hợp tác với nhiều nghệ sĩ hip-hop nổi tiếng của Hàn Quốc bao gồm Nafla, Loopy, Kid Milli, ... Vào tháng 9 năm 2018, anh xuất hiện trong chương trình Hip-Hop của Hàn Quốc Show Me the Money 777 với tư cách là một producer cùng với Paloalto. Loopy và Kid Milli từ đội của anh đã giành được vị trí á quân và quý quân trong Show Me the Money 777. Anh đã được đề cử giải Producer of the Year năm 2018 bởi Korean Hip-Hop Awards.
Vào năm 2019, anh cùng với Jay Park, Simon Dominic, Woo Won-jae và Gray xuất hiện với tư cách giám khảo trong chương trình thử giọng Signhere do label Hip-hop AOMG kết hợp cùng với MBN tổ chức. Cùng năm 2019, anh xuất hiện trong một chương trình sống còn thực tế Hip-hop khác là High School Rapper 3  cùng với The Quiett. Họ cùng nhau sản xuất "Go High" (feat. Changmo, Woo Won-jae), do nữ rapper Lee Young-ji thể hiện, người đã trở thành quán quân của chương trình.
Vào tháng 8 năm 2020, Code Kunst một lần nữa xuất hiện trên Show Me the Money 9 với tư cách là producer cùng với Paloalto. Năm 2021, anh xuất hiện với tư cách là producer cho Show Me the Money 10 cùng với rapper Gaeko của nhóm nhạc rap Dynamic Duo. Jo Gwang Gil và Since từ đội của anh đã giành quán quân và á quân trong Show me the Money 10. Anh đã đạt giải Producer of the Year năm 2021 bởi Korean Hip-Hop Awards.

## Âm nhạc

### Album
- Hear Things

1. Excelsior
2. Advance
3. Coex
4. Haze (Ft. BewhY)
5. 1-2 (Ft. C Jamm)
6. Indifferent
7. Lemonade (Ft. BLNK (KOR))
8. Ya Know (Ft. BewhY)
9. Code Kunst
- Novel

1.We Are (Ft. BLNK (KOR))
2.Ash (Ft. JJK)
3. Next (Skit)
4. Organ (Ft. Nucksal)
5. Betting (Ft. Don Mills)
6. You Can't Control Me
7. Time's Up (Ft. Geegooin (지구인) & Hangzoo (행주))
8. Up (Ft. C Jamm)
9. 이 노래 (This Song) (Ft. Brasco (KOR))
10. Take It Away (Ft. Young Jay (KOR))
11. Hate You (Ft. GuGu Star)
- Crumple[15]

1. Rap Conert (Feat.Wutan)
2. Golden Cow (Feat.C Jamm & DJ SQ)
3. Good Bye Novel
4. Edison (에디슨) (Feat. Nucksal)
5. Dig! (Oasis Pt. 3) (Feat. Ja Mezz)
6. Queen (Feat.Blnk-time)
7.My Rules (나만의 룰) (Feat. Giriboy & Ugly Duck)
8. Directors (Feat.Don mills & Jeegu In & Hangzoo of Rhythm Power)
9. Correct (그렇다고) (Feat. Paloalto)1
10. 1218
11. What I Feel (Feat. Donutman, Owen Ovadoz)
12. The City of the Blind (눈먼자들의 도시) (Feat. Nucksal)
13. Love Scene (Feat. Mayson the Soul)
14. Mido (미도) (Feat. Blnk-time, Baetsagong, Jayho of Legit Goonz)
15. Dope (Interlude)
16. Life is Crazy (Feat. New Champ)
17. Address (주소) (Feat. Hwaji)
18. Thank you & Fxxk you
19. (Bonus) Overdose(Feat. Rosemi)
- Muggle's Mansion

1. Artistic
2. 향수(Perfume) (feat. Nucksal)
3. THIS IS (feat. C Jamm)
4. Fire Water (Interlude)
5. FIRE WATER (feat. G.Soul, TABLO)
6. StrOngerrr (feat. Loco, MINO)
7. MORE FIRE
8. Born from the Blue (feat. JUSTHIS)
9. Cruz (feat. Loopy, PUNCHNELLO, Ugly Duck)
10. X (feat. Lee Hi)
11. PARACHUTE (feat. Oh Hyuk, Dok2)
12. Beside Me (feat. BewhY, YDG, Suran)
13. Lounge (feat. Hwaji)
14. White AnxiEty (Outro) (feat. Colde (offonoff))
- People[16]

1. KnoCK (Feat. Yerin Baek)
2. flower (꽃) (Feat. Jay Park, Woo, Giriboy)
3. Xii
4. O (Feat. LEE HI)
5. Woode
6. F(ucked up) (Feat. Gaeko, GRAY)
7. Set me Free (Feat. Loopy, Jvcki Wai)
8. JOKE! (Feat. C JAMM, Simon Dominic)
9. Get Out (Feat. Kid Milli, EK, HAON)
10. Rollin (Feat. pH-1)
11. Let u in (Feat. DeVita, Colde)
12. Dirt in my HEAD (Feat. Car, the Garden)
13. Bronco (Feat. Bassagong, BLNK, Jayho, JaeDal of 
Legit Goons)
14. Dance (춤) (Feat. Nucksal)
15. PEOPLE (Feat. Paloalto, The Quiett)

### Singles
| Năm  | Tựa đề                                        | Album            |
| ---- | --------------------------------------------- | ---------------- |
| 2013 | "Lemonade" feat. Blnk-Time                    | Hear Things      |
| 2013 | "1-2" feat. C Jamm                            | Hear Things      |
| 2014 | "Betting" feat. Don Mills                     | Novel            |
| 2015 | "Edison" (에디슨) feat. Nucksal               | Crumple          |
| 2015 | "Golden Cow" feat. C Jamm & DJ SQ             | Crumple          |
| 2015 | "Hood" feat. Tablo & Joey Badass              |                  |
| 2015 | "Parachute" feat. Oh Hyuk & Dok2              | Muggle's Mansion |
| 2016 | "Beside Me" feat. BewhY, YDG & Suran          | Muggle's Mansion |
| 2017 | "Fire Water" feat. G.Soul & Tablo             | Muggle's Mansion |
| 2017 | Lounge feat. Hwaji                            | Muggle's Mansion |
| 2017 | Born from the Blue feat. Justhis              | Muggle's Mansion |
| 2018 | "Rain Bird" feat. Colde & Tablo               |                  |
| 2018 | Bless feat. Loco, Woo Wonjae                  |                  |
| 2019 | XI feat. LEE HI                               |                  |
| 2019 | Too Late feat. JMSN                           |                  |
| 2019 | All About Us feat. Niia                       |                  |
| 2020 | Joke! feat. CJamm & Simon Dominic             |                  |
| 2020 | "Flower" (꽃) feat. Jay Park, Woo and Giriboy | People           |
| 2020 | KnoCK feat. Yerin Baek                        | People           |
| 2021 | You Get Off feat. Juun.J                      |                  |

Collaborations
| Năm  | Tựa đề       | Ca sĩ                                                            |
| ---- | ------------ | ---------------------------------------------------------------- |
| 2021 | Cheers(치열) | CODE KUNST(코드 쿤스트),LEE CHANHYUK(이찬혁),Colde(콜드), sogumm |

## Điện ảnh

### TV Show
| Năm  | Tên show              | Kênh     | Chú thích           |
| ---- | --------------------- | -------- | ------------------- |
| 2018 | Show Me the Money 777 | Mnet     | Producer            |
| 2019 | Signhere              | MBN      | Giám khảo           |
| 2019 | High School Rapper 3  | Mnet     | Mentor              |
| 2020 | King of Mask Singer   | MBC      | Thí sinh            |
| 2020 | Show Me the Money 9   | Mnet     | Producer            |
| 2021 | Change Days           | Kakao TV | Host                |
| 2021 | Show Me the Money 10  | Mnet     | Producer            |
| 2021 | The Manager           | MBC      | Khách mời (Tập 139) |

## Giải thưởng
| Năm  | Giải thưởng           | Hạng mục                  | Kết quả   |
| ---- | --------------------- | ------------------------- | --------- |
| 2018 | Korean Hip-Hop Awards | Producer of the Year      | Đề cử     |
| 2018 | Korean Hip-Hop Awards | Hip Hop Album of the Year | Đề cử     |
| 2019 | Korean Hip-Hop Awards | Producer of the Year      | Đề cử     |
| 2021 | Korean Hip-Hop Awards | Producer of the Year      | Đoạt giải |